# ミクサー・キーヤー
ミクサー・キーヤー（Mixer/Keyer、M/K）は、テレビジョン映像編集技術における2以上の映像を合成するための基本機能の一つで、映像間での重ね合わせや切抜き合成などに用いる。
放送事業者や放送機器メーカーによってはM/E、ME（EはEffect）と言う場合もあるが、以下「M/K」と略記する。

## 基本的な動作原理

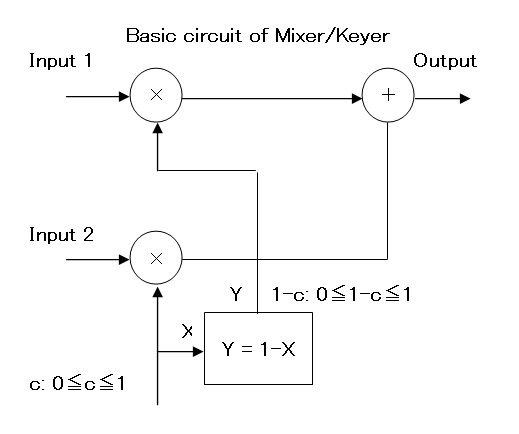
図1 M/K機能の基本回路の例

M/Kの基本的な構成は図1のようなものである。二つの映像信号 Input1、Input2に対し制御信号 c およびその反転である 1-cを乗じ、両者を加算したものを出力 Outputとしている。アナログ映像・デジタル映像ともに構成できる。
演算にはアナログ映像信号の場合アナログ乗算器および加算器を用い、デジタル映像信号の場合には映像データ幅に応じたビット幅を持つ乗算器・加算器を用いる。演算 1-c は、アナログの場合利得1の反転増幅器を通したあと加算器で正電圧領域にオフセットする。

### ミクサー機能

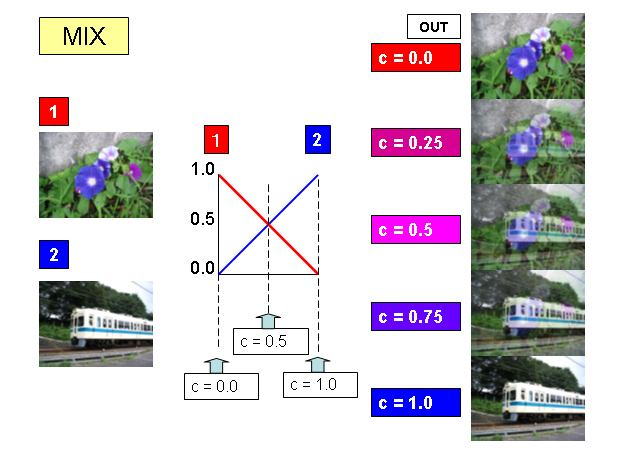
図2 M/K機能のミックス動作の説明

演算を数式で見ると、 Output ＝ Input1 × (1-c) ＋ Input2 × cとなり、これから
- c=0.0 のとき Output ＝ Input1
- c=0.5 のとき Output ＝ Input1 × 0.5 ＋ Input2 × 0.5
- c=1.0 のとき Output ＝ Input2

になることがわかる。制御信号を0と1で切り換えると二つの入力が単純に切り替わり、0から1の間の値で二つの入力が重ね合わせ合成されることになる（図2）。制御信号を画面全体にわたって同じ値 c とし、これを徐々に変化させることで二つの映像が徐々に溶け込むように切り換る、いわゆるフェードイン・フェードアウト効果（またはクロスフェード効果）が得られる。
なお、二つの入力で同じ映像 V を用いた場合、Input1 ＝ Input2 ＝ V とすると出力は
- Output ＝ V × (1-c) ＋ V × c ＝ V

となり制御信号の値によって変化しない。このため同じ背景の前で撮影した別々な被写体間の転換がスムーズに行える。
このように制御信号として画面全体に対し同じ値を用いて合成するよう動作する機能をミクサー機能あるいはミックス機能という。

### キーイング機能
制御信号は画面全体にわたって一定値でなくてもよく、映像信号でもよい。ふたつの入力と制御信号のタイミングを画素ごとに合わせることで、制御信号である映像信号の内容で合成をコントロールすることができる。このときの制御信号をキー信号、あるいは単にキーという。すなわちキー信号は目的にあった合成を行うための制御用映像信号である。
キー信号は通常モノクロ映像信号、すなわち輝度信号のみからなる映像信号である。ここでは便宜上輝度最低、すなわち黒を表す輝度を0、輝度最大、すなわち白を表す輝度を1として説明する。この場合、前記したミクサー機能に用いた全画面0あるいは1の制御信号は、全画面黒あるいは白の映像信号に相当することになる。従ってキー信号の輝度レベルを黒・白間で変化させるとミクサー機能での効果が得られることになる。
次に、画面の中で白い部分と黒い部分がある場合を考える。この場合キーが黒のところは入力1が、白のところは入力2が、それぞれ出力されることになる。このため、キー信号で片方の映像を切り抜き、ここに他方の映像をはめ込んだような合成結果が得られる。これをキーイングあるいはキー合成などという。テレビジョン映像の合成はキー信号による合成が基本であり、このキー信号を生成する様々な手法が映像技術の発達とともに開発されてきた。
このようなM/K機能はプロダクションスイッチャの主要な機能の一つとして組み込まれており、スイッチャーの規模を示す指標のひとつとして、映像ソースの入力本数とともに実装されたM/Kの数を用いることもある。中継車などで用いる小型スイッチャーでは1MKのものもあり、首都圏のテレビ放送局（キー局）でニュースやスポーツ中継に用いる大型スイッチャーでは3MKから時には4MKを装備する。
キー信号には2値のキーと中間値を持つキーとがある。前者を2値キー、後者をリニアキーと呼ぶ。2値キーは安価に実現できるが切り替え部分が目立って合成品質が高くない場合がある。リニアキーの場合、0から1への変化にあたりキーのレベル（輝度）を徐々に変化させられるので切り換え部分を目立たなくできる。また、意図的に白黒の境界の変化を徐々にすることにより境界をぼかすソフトキー効果も実現できる。
基本的なキー信号の生成・使用方法をいくつか挙げる。

#### 輝度キー
映像信号の輝度レベルからつくるキーである。最も単純なものは、2値キーである。これは入力信号の輝度の大小を見て閾値以下なら0、それを越えたら1となるようなキー信号を生成するもので、高速なコンパレータ（比較回路）あるいはスライス回路があればよい。閾値は可変できるようにするのが普通である。回路が単純でコストが低いため、安価なビデオ機器にも実装できる。

#### クロマキー
映像信号の色からつくるキーである。原理としては、色信号が指定の色範囲にあるか否かでキーの値を0または1にする。通常青を背景にして物体や人物を撮影し、青の部分に他の画像をはめ込むものである（→クロマキー参照）。

#### ワイプキー
画面を左右・上下などに分割して合成する効果を作るためのキーで、アナログ/デジタル演算によって分割パターンを発生し、これによってキーを生成するものである。パターンには上下左右のほか、矩形・円形・星形・斜めなどいろいろなものが用意される。
これらのパターンを一方の入力だけが表示された状態（取り切り）から他方の入力の取り切りまで変化させて場面転換を行うのが一般的である。これをワイプ効果という（図3および図4）

#### DVEキー
デジタル特殊効果装置(DVE)で移動・縮小・変形した映像を背景映像にはめ込む場合、DVEの映像出力からキー信号を生成するのは困難であるため、DVEが生成したキーを用いる。
これとワイプ効果を組み合わせると縮小した映像が出てきて全面取り切りになる効果（図5）や、映像がスライドして出て行く転換効果（図6）が得られる。いずれにしてもDVEが供給するキーで合成したものである。

#### スーパーキー
文字スーパーを合成するためのキーである。基本的な物は、白黒で表現したテロップ文字（オペーク装置や文字発生装置の出力）をスライスしてつくった輝度キーが使える。実用的なスーパー表示のためには、文字に色をつけたり、輪郭をつける、影をつける、縁をぼかすなどの処理を行うためリニアキー方式を採用することが多い。また、文字の周囲を半透明な矩形領域として背景映像の絵柄に関わらず文字を視認しやすくする効果（放送局によっては「座布団」という）が使われるが、このような半透明効果のためにはリニアキーが必須である。